# Karl Heinrich Wiederkehr
Karl Heinrich Wiederkehr, né le 1er février 1922 à Oftersheim et mort le 13 janvier 2012 à Hambourg, est un historien des sciences allemand.

## Biographie
Après avoir terminé son habilitation auprès de Bernhard Sticker (de) en 1974 sur le thème des idées de René-Just Haüy sur la structure cristalline et l'atomisme chimique, qui est publié en quatre parties dans la revue Centaurus (1977 et 1978), il enseigne comme maître de conférences en histoire des sciences naturelles à l'Université de Hambourg. Après avoir pris sa retraite en tant que professeur au lycée Matthias-Claudius-Gymnasium de Hambourg, il a de nouveau travaillé pour l'Institut d'histoire des sciences naturelles, des mathématiques et de la technologie.

## Publications
- Wilhelm Webers Stellung in der Entwicklung der Elektrizitätslehre, Hambourg, 1962
- Wilhelm Eduard Weber. Erforscher der Wellenbewegung und der Elektrizität 1804–1891, Wissenschaftliche Verlagsgesellschaft, Stuttgart 1967
- Avec Hans-Jürgen Bersch (de), Klassische Experimente der Physik, Rowohlt, Reinbek, 1970
- Avec Andre Koch Torres Assis et Gudrun Wolfschmidt (de), Weber’s Planetary Model of the Atom, Hambourg, 2011